# アレックス・ライト
アレックス・ライト（Alex Wright、1975年5月17日 - ）は、ドイツ・ニュルンベルク出身のプロレスラー。父親はイギリス人プロレスラーのスティーブ・ライト。
1990年代から2000年代初頭にかけて、アメリカ合衆国のプロレス団体WCWを主戦場に活動した。

## 来歴
父スティーブ・ライトの移住先ニュルンベルク生まれのイギリス系ドイツ人であり、国籍はドイツだが英語を母語とする。父のトレーニングを受け、10代の1991年にドイツでデビュー。オットー・ワンツの主宰するCWAにて、デイブ・フィンレーやデイブ・テイラーに揉まれてキャリアを積んだ。

### WCW初期
1994年、WCWのドイツ興行に出場したことを機に、親会社のタイム・ワーナーと契約を交わして渡米。WCWパワープラントにて再トレーニングを行い、"The Wonder Child" を意味するドイツ語の "Das Wunderkind" をニックネームに、ドイツ出身の新鋭ベビーフェイスとしてアメリカのマット界にデビューした。
同年12月27日のPPV『スターケード』ではジャン＝ポール・レベックに勝利。翌1995年もPPVにてボビー・イートン、ポール・ローマ、ブライアン・ピルマンなどを破り、5月21日の "Slamboree" ではアーン・アンダーソンのTV王座に挑戦した。同年6月には新日本プロレスに初来日。『ベスト・オブ・ザ・スーパージュニアII』に出場し、グラン浜田、保永昇男、エル・サムライから白星を収めている。
1996年もクリス・ベノワ、ダイヤモンド・ダラス・ペイジ、レックス・ルガー、ロード・スティーブン・リーガル、ジェフ・ジャレットら強豪と『マンデー・ナイトロ』にて対戦するが伸び悩み、1997年5月よりヒールに転向。以後、7月28日にクリス・ジェリコからクルーザー級王座を奪取し、8月21日にはウルティモ・ドラゴンを破ってTV王座も獲得した。また、ドイツを起源とするエレクトロニック・ダンス・ミュージックのテクノを入場テーマ曲に使用していたことから、1998年にはディスコ・インフェルノをパートナーに、ダンシング・フールズ（The Dancing Fools）なるタッグチームを結成している。

### ベルリン
1998年の末から一時姿を消した後、1999年4月より大々的なプロモーション展開のもと、ベルリン（Berlyn）と改名してWCWに再登場。髪を黒く染めてサイバーパンク風のモヒカン刈りに変え、ゴシック調の黒いロングコートとサングラスをコスチュームとするなどビジュアル・イメージも一新。ベルリンの壁になぞらえてザ・ウォールなる巨漢レスラーをボディーガードに従え、英語を話せるのにもかかわらず、アメリカ英語は不快であるとして女性通訳を介してドイツ語でインタビューに応じるなど、徹底した嫌米ギミックのキャラクターに変身した。
そのコスチュームが、同時期に起こったコロンバイン高校銃乱射事件の「トレンチコート・マフィア」を想起させることから試合デビューは遅れたものの、アメリカの低俗さの象徴としてバフ・バグウェルを第一の標的に指名。9月12日のPPV "Fall Brawl" ではバグウェルの代打のジム・ドゥガンを破り、11月21日の "Mayhem" ではバンピーロとのドッグ・カラー・マッチが行われた。しかし、ホディーガード役のザ・ウォールが人気を集める一方、ベルリン自身はブレイクすることができず、最終的にはウォールとの仲間割れを経てフェードアウトしていった。

### WCW末期
ベルリンのギミック消滅後はしばらくリングを離れ、2000年10月より、リングネームをアレックス・ライトに戻してWCWに復帰。ブギー・ナイツ（The Boogie Knights）とチーム名を改め、ディスコ・インフェルノとのタッグを再結成した。11月16日にドイツにて開催されたPPV "Millennium Final" ではジェネラル・レクションをパートナーに、ナチュラル・ボーン・スリラーズのショーン・オヘア&マーク・ジンドラックからWCW世界タッグ王座を奪取。故郷に錦を飾ったが、アメリカに戻った4日後の11月20日にオヘア&チャック・パルンボに敗れて王座から陥落、短命王者に終わっている。
2001年3月のWCW崩壊後はドイツに帰国。2003年5月にはウエルゼンのNAWAに出場し、クリス・ザ・バンビキラーと対戦した。セミリタイア後はニュルンベルクにて、プロレスリング・スクール "The Wright Stuff" を主宰している。

## 得意技
- ジャーマン・スープレックス
- ネックブリーカー
- ダイビング・クロス・ボディ
- ミサイル・ドロップキック
- STF

## 獲得タイトル
- WCWクルーザー級王座：1回[8]
- WCW世界TV王座：1回[9]
- WCW世界タッグ王座：1回（w / ジェネラル・レクション）[15]